# Iván Azócar
Iván Azócar Bernales (* 1. Oktober 1939 in Talca; † 18. Juli 2012 ebenda) war ein chilenischer Fußballspieler auf der Position eines Abwehrspielers.

## Karriere
Iván Azócar, auch als Pocholo bekannt, begann seine Karriere im Amateurteam Talca National und debütierte am 17. März 1958 für die Rangers de Talca in der Primera División gegen den CD Palestino. Er spielte seine gesamte Karriere für die Rangers und war Teil der bedeutendsten Erfolge des Vereins, darunter den dritten Plätzen von 1963 und 1965 sowie dem Vizemeistertitel von 1969, der die Rangers zur einzigen Teilnahme an der Copa Libertadores 1970 führte.
Azócar war bei all diesen Erfolgen ein Schlüsselspieler, bekannt für seine herausragenden Defensivfähigkeiten, und führte das Team mehrmals als Kapitän an. Bei den Rangers hält er mit 386 Pflichtspielen den Rekord für die meisten absolvierten Spiele.
Am 13. März 1977 beendete er seine professionelle Karriere in einem Spiel gegen Universidad de Chile im Rahmen der Copa Chile. Azócar wird als größtes Idol der Rangers angesehen.

## Sonstiges
Nach seinem Karriereende als Profispieler war Azócar noch beim Amateurteam Internacional Atlético Comercio aus Talca aktiv. Am 18. Juli 2012 verstarb Azócar im Krankenhaus von Talca an einem Herzstillstand.